# 文都寺
文都寺（藏語：བིས་མདོའི་དགོན་ཆེན，威利转写：bis mdovi dgon chen），又称边都寺、边垛寺，位于中国青海省海东市循化撒拉族自治县文都乡拉代村，1998年12月22日公布为第六批青海省文物保护单位，2013年3月5日公布为第七批全国重点文物保护单位。